# Амантогайський сільський округ
Амантога́йський сільський округ (каз. Амантоғай ауылдық округі, рос. Амантогайский сельский округ) — адміністративна одиниця у складі Амангельдинського району Костанайської області Казахстану. Адміністративний центр — село Амантогай.
Населення — 1204 особи (2021; 1621 у 2009, 2652 у 1999, 4363 у 1989).
Станом на 1989 рік існували Амантогайська сільська рада (села Амантогай, Каражар, Каракудук, Таскора), Жалдаминська сільська рада (село Жалдама) та Шакпацька сільська рада (села Аккісі, Аксуат, Когали, Чкалово). Станом на 1999 рік існували Амантогайський сільський округ (села Аккісі, Амантогай, імені Абу Сиздикова, Каражар, Каракудук, Когаликоль, Шакпак) та Жалдаминська сільська адміністрація (село Жалдама). Пізніше село Жалдама увійшло до складу сільського округу, села Аккісі та Когаликоль уувійшли до складу Єсірського сільського округу, село імені Абу Сиздикова — до складу Карасуського сільського округу. Село Каражар було ліквідоване 2013 року.

## Склад
До складу округу входять такі населені пункти:
| Населений пункт | Старі назви | Населення, осіб (1989) | Населення, осіб (1999) | Населення, осіб (2009) | Населення, осіб (2021) |
| --------------- | ----------- | ---------------------- | ---------------------- | ---------------------- | ---------------------- |
| Амантогай, село | -           | 1678                   | 1276                   | 1001                   | 748                    |
| Жалдама, село   | -           | 1735                   | 1094                   | 436                    | 367                    |
| Каражар, село   | -           | 125                    | 0                      | 42                     | -                      |
| Каракудук, село | -           | 142                    | 0                      | 53                     | 30                     |
| Таскора, село   | -           | 82                     | -                      | -                      | -                      |
| Шакпак, село    | Аксуат      | 601                    | 282                    | 89                     | 59                     |